# Лепехівка
Лепехівка (Лепехи)  - хутір в Остерському районі, Чернігівської області. Увійшов до складу села Борсуків.

## Назва
Походить від прізвища ймовірних засновників - Лепеха або ж від назви рослини лепеха.

## Історія
Позначене на кількох картах: триверстовці Шуберта 1869 року як х.Лепехи, німецьких військових картах 1930, 1943 р. як Лепехівка, картах РСЧА 1935, 1941 року - Лепеховка. З 1971 - позначене як частина села Борсуків.
Станом на 1866 рік в селі налічувався 6 дворів і 46 мешканців.